# Zomererebia
De zomererebia (Erebia aethiops) is een vlinder uit de onderfamilie Satyrinae (zandoogjes en erebia's). De spanwijdte van de vlinder bedraagt tussen de 42 en 52 millimeter.

## Verspreiding
De zomererebia komt voornamelijk voor van Centraal-Europa, Schotland en de Balkan oostwaarts tot Klein-Azië en Siberië. In Nederland is de vlinder eenmaal als dwaalgast aangetroffen, in 1957. De dichtstbijzijnde vliegplaatsen vanuit Nederland zijn op locaties in de Belgische provincie Namen en in de Duitse Eifel, waar zich kleine populaties bevinden.

## Levenswijze
Veel verschillende grassoorten worden als waardplant gebruikt. Voorbeelden zijn blauwgras, pijpenstrootje en reukgras.
Ze kent één generatie per jaar. Ze overwintert als kleine rups in het tweede of derde stadium en de vliegtijd is van eind juli tot begin september.

## Biotoop
De zomererebia leeft bij voorkeur langs bosranden en in lichtbeweide graslanden in heuvelachtige tot bergachtige streken.

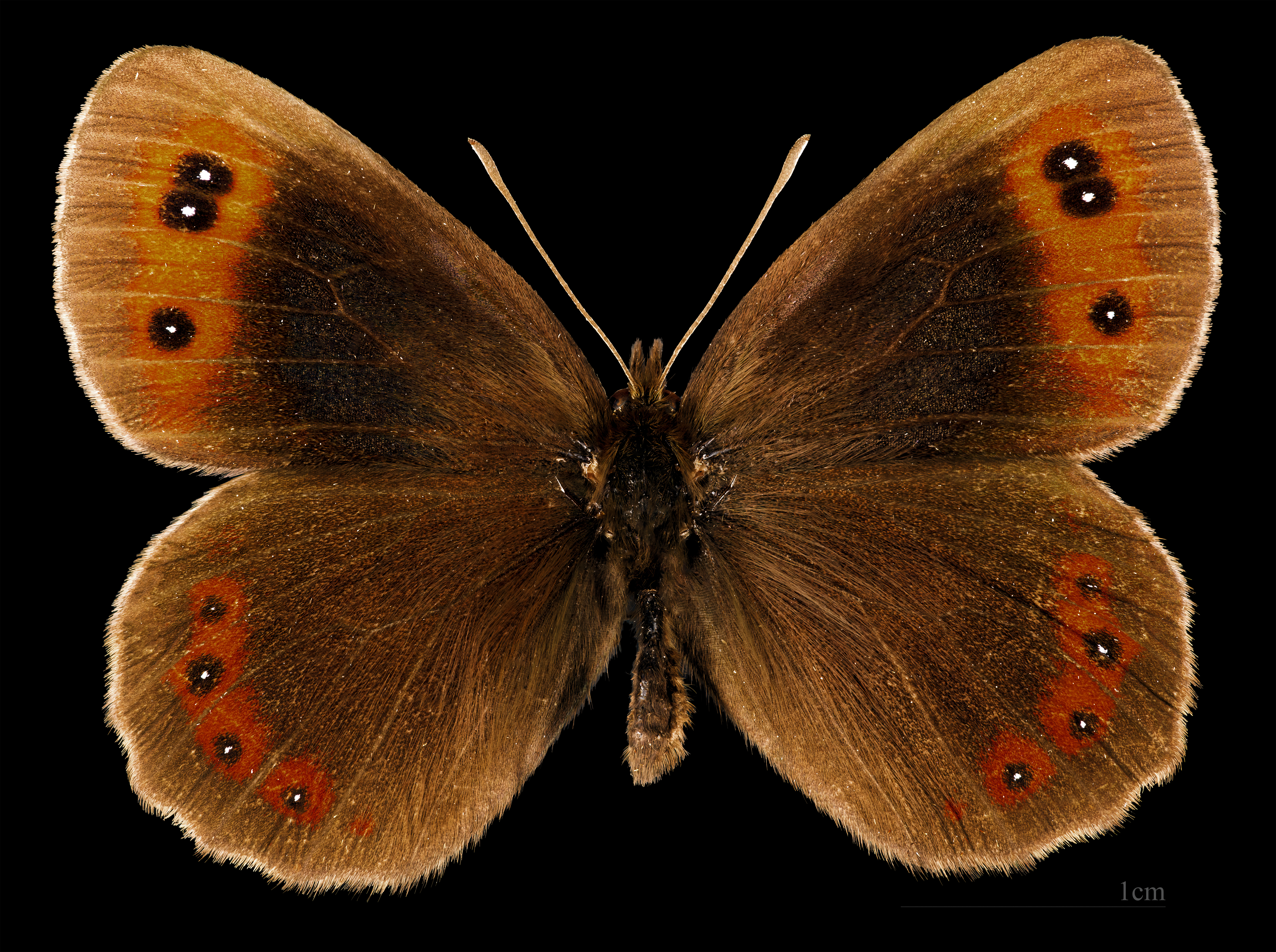
Erebia aethiops ♂
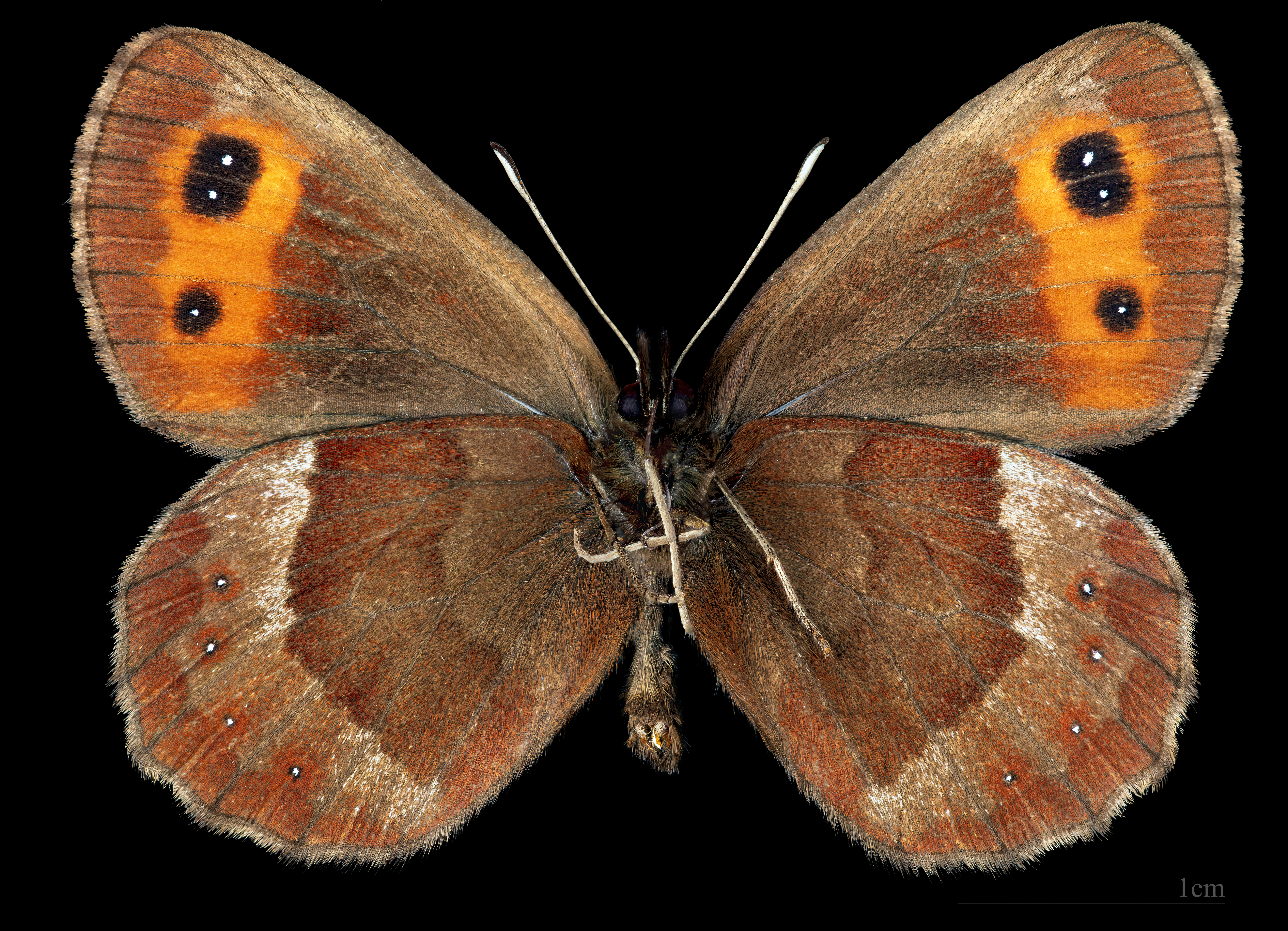
Erebia aethiops ♂  △
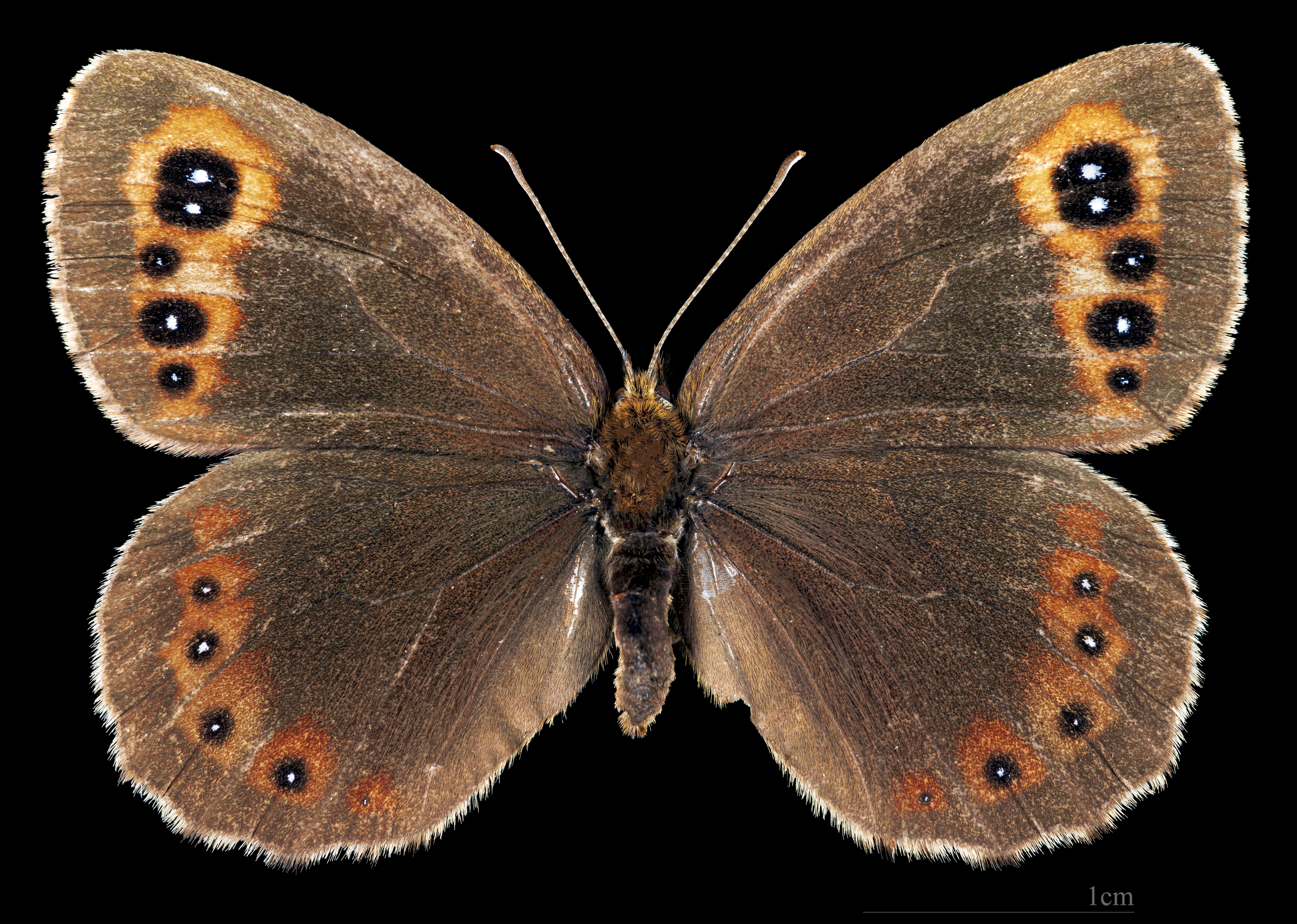
Erebia aethiops ♀
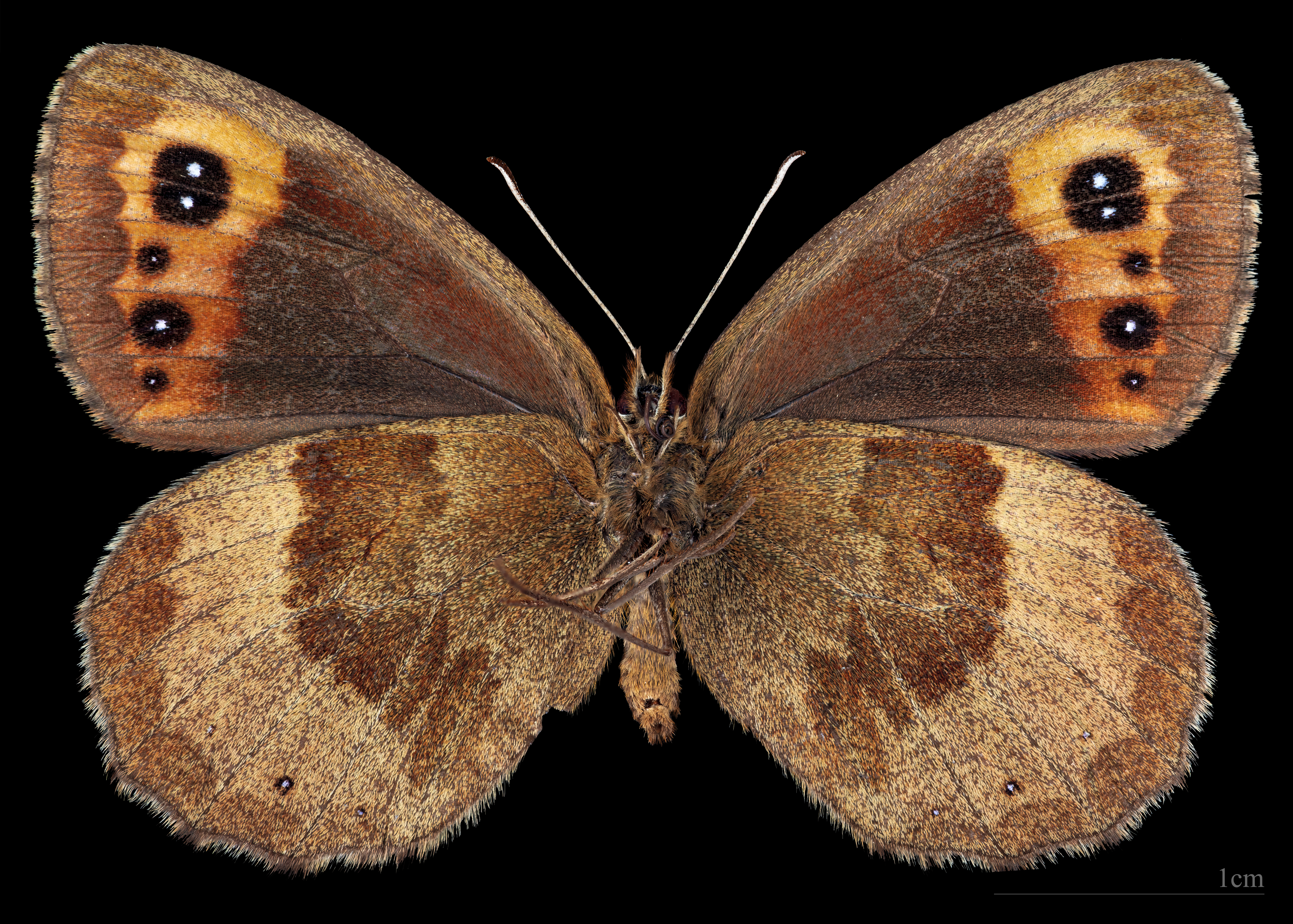
Erebia aethiops ♀ △

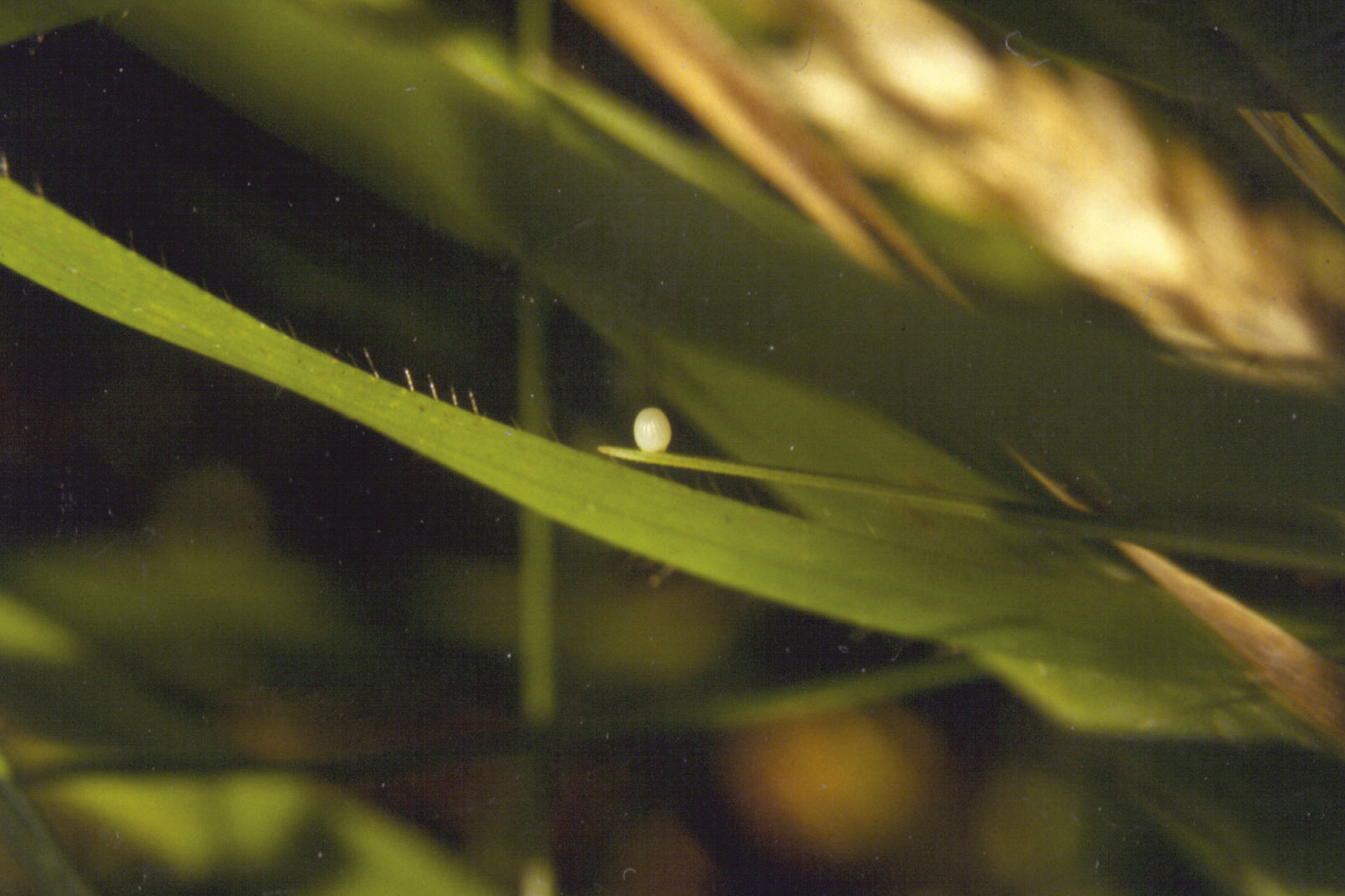
Ei
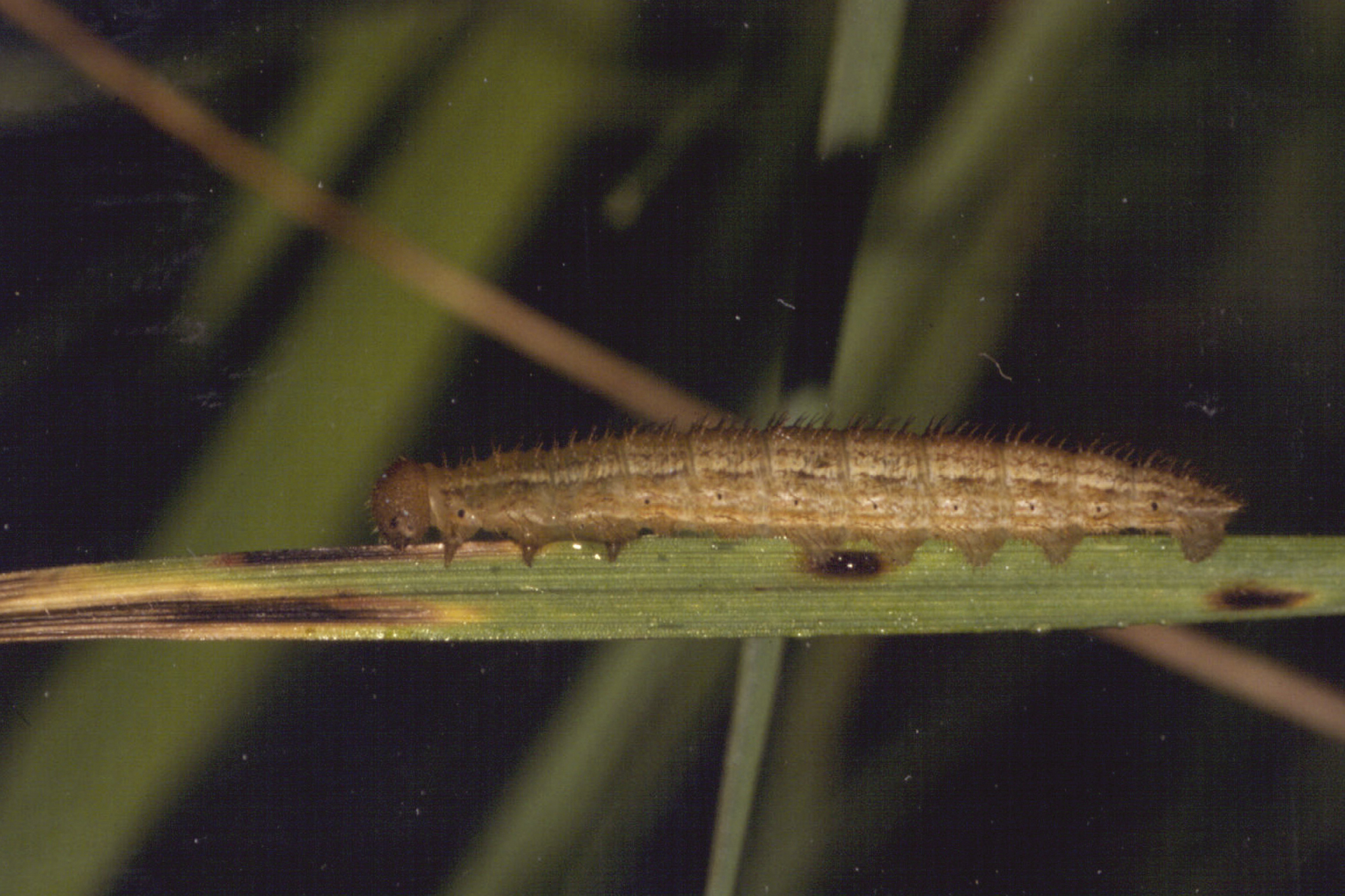
Rups
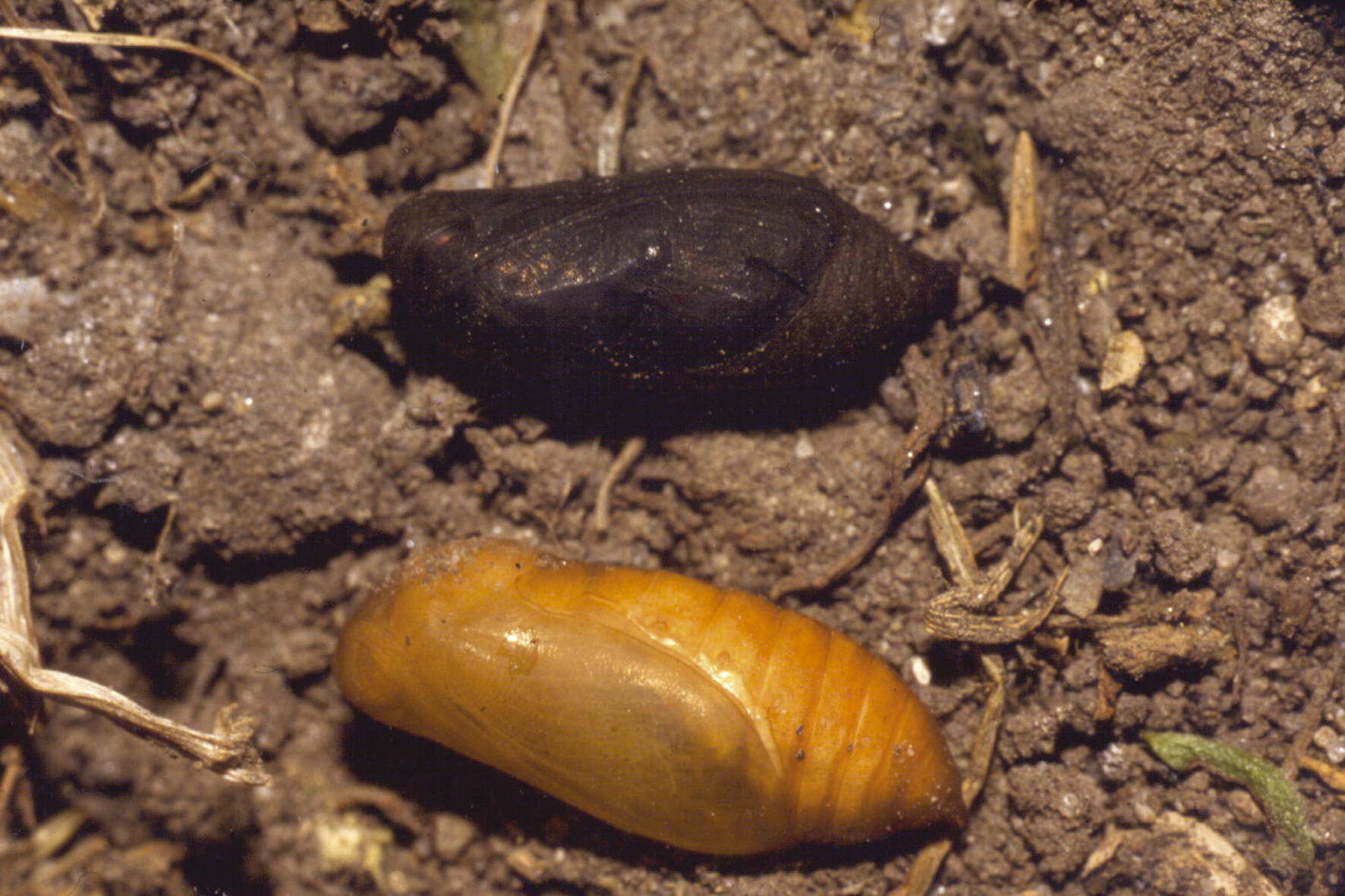
Poppen